# Кам'яниця Мазанчівська
Кам'яниця Мазанчівська (пол. Dom Mazanczowski) — будинок на Площі Ринок (Львів) збудований в XVIII столітті, пам'ятка архітектури національного значення. До наших днів дійшов у перебудованому вигляді.

## Історія
Походження назви кам'яниці невідоме, власне на місці нинішньої кам'яниці в давні часи знаходилася споруда з такою назвою, власником якої був львівський будівничий Пищімуха, а згодом родини Глушинських, Карвовських, Пастерських і Пйотровських.
На балці стелі першого поверху збереглася дата «1714», що свідчить про дату зведення будинку. Наприкінці XIX століття кам'яниця перейшла у власність Бачевських — найбільших у Львові виробників горілки. Капітальну перебудову будинку здійснив у 1923 році архітектор Броніслав Віктор.

## Архітектура

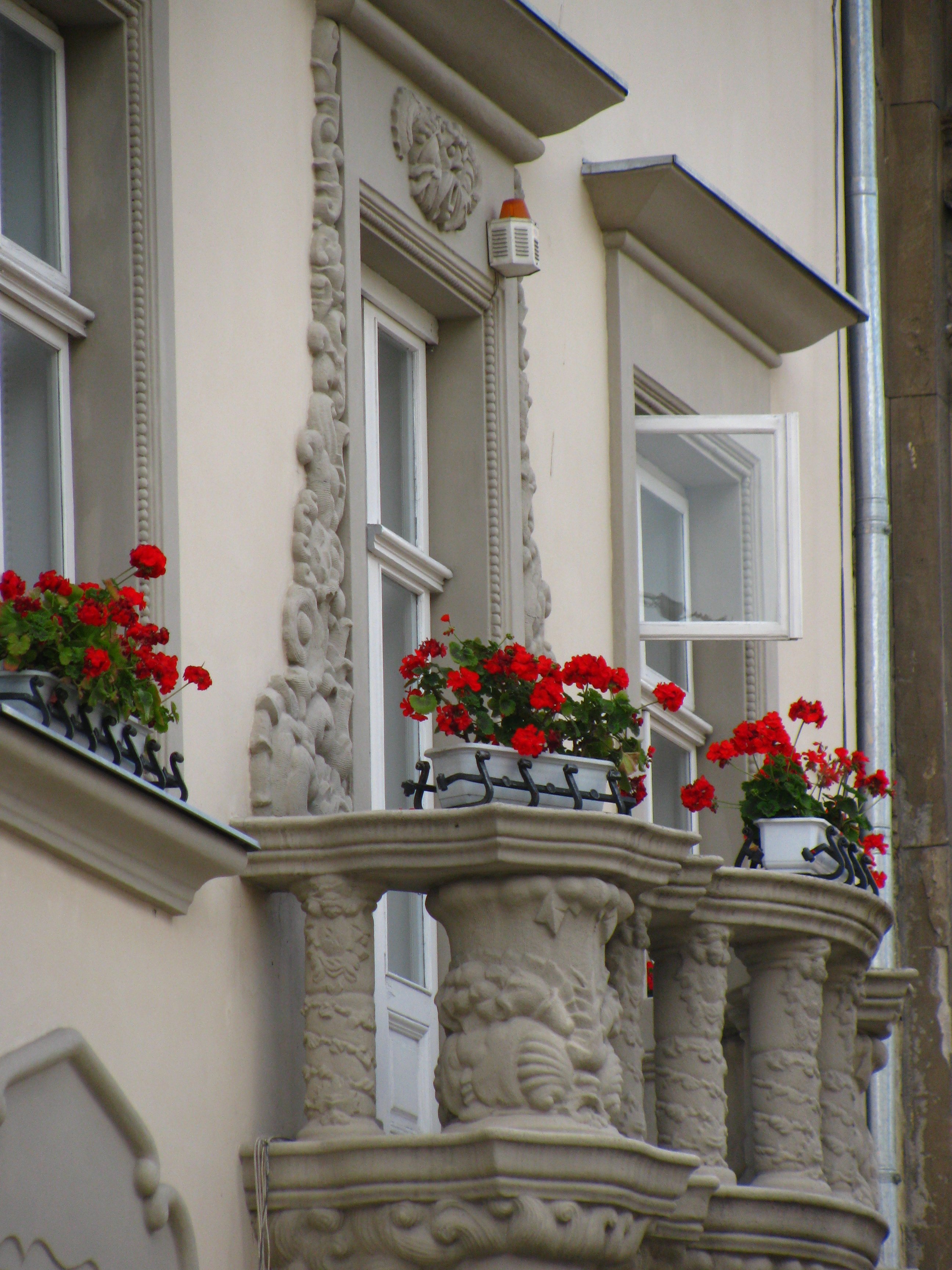
Балкон кам'яниці

Скульптурний декор виконаний у стилі декоративного модерну скульптором З. Курчинським. На фасаді - картуш із датою перебудови.